# Batalla de Verona (402)
La batalla de Verona fue un suceso bélico ocurrido en el verano del año 402 o del 403. Se enmarca dentro de la guerra que mantuvieron los godos de Alarico contra el Imperio romano Occidental entre los años 401 y 403.
Tras ser derrotados en Pollentia en abril del 402, los godos de Alarico acordaron con el general romano Estilicón salir de Italia y retirarse a las zonas fronterizas en Dalmacia y Panonia. En su marcha hacia el este, fueron seguidos a distancia por las tropas romanas quienes querían asegurarse de que cumpliesen lo acordado. Sin embargo, a la altura de Verona, Alarico detuvo a su ejército en julio o agosto de ese mismo año.
Verona era una importante ciudad en el norte de Italia. Estaba situada a los pies de los Alpes, en la calzada romana que se dirigía a Dalmacia y era un lugar para cruzar el río Athesis (Adigio). Su característica más importante, sin embargo, era que guardaba la entrada de la ruta que conducía al paso alpino del Brennero. Esto ha hecho pensar que Alarico pretendía atravesar la montaña y dirigirse a la Galia a través de la provincia de Recia.
Parece ser que los romanos contaban con espías dentro de las tropas godas que les avisaron de sus intenciones. Estilicón ordenó inmediatamente que algunas unidades se dirigieran por la montaña bordeando a los godos y bloqueasen la ruta hacia el paso alpino. Mientras tanto, su caballería alana hizo un primer ataque contra el ejército de Alarico seguida por la infantería. Los godos pudieron rechazar el ataque y se dirigieron al norte por el camino que conducía al paso donde encontraron que los romanos lo tenían bloqueado. Ante esta situación Alarico se retiró con sus tropas a un alto y se fortificó.
Rodeado por los romanos, el ejército godo pronto comenzó a padecer hambre, enfermedades y deserciones. Entre quienes abandonaron a Alarico en ese momento se encontraban dos personajes que lucharían junto a los romanos en los años siguientes: Ulfilas y Sarus.
Se considera que esta batalla supuso la mayor derrota de Alarico. Ante lo crítico de su situación, el líder godo entabló negociaciones con Estilicón quién volvió a dejarle ir tras acordar que sus tropas saliesen de Italia y se retirarsen más allá de los límites imperiales de las provincias de Dalmacia y Panonia.